# Shënkoll
Shënkoll ist ein Dorf in Nordalbanien in der Gemeinde Lezha im Qark Lezha. Der Name Shënkoll bedeutet übersetzt Heiliger Nikolaus. Mit den umliegenden Dörfern bildet Shënkoll eine Njësia administrative (Verwaltungseinheit) der Gemeinde Lezha mit 10.153 Einwohnern (Volkszählung 2023).

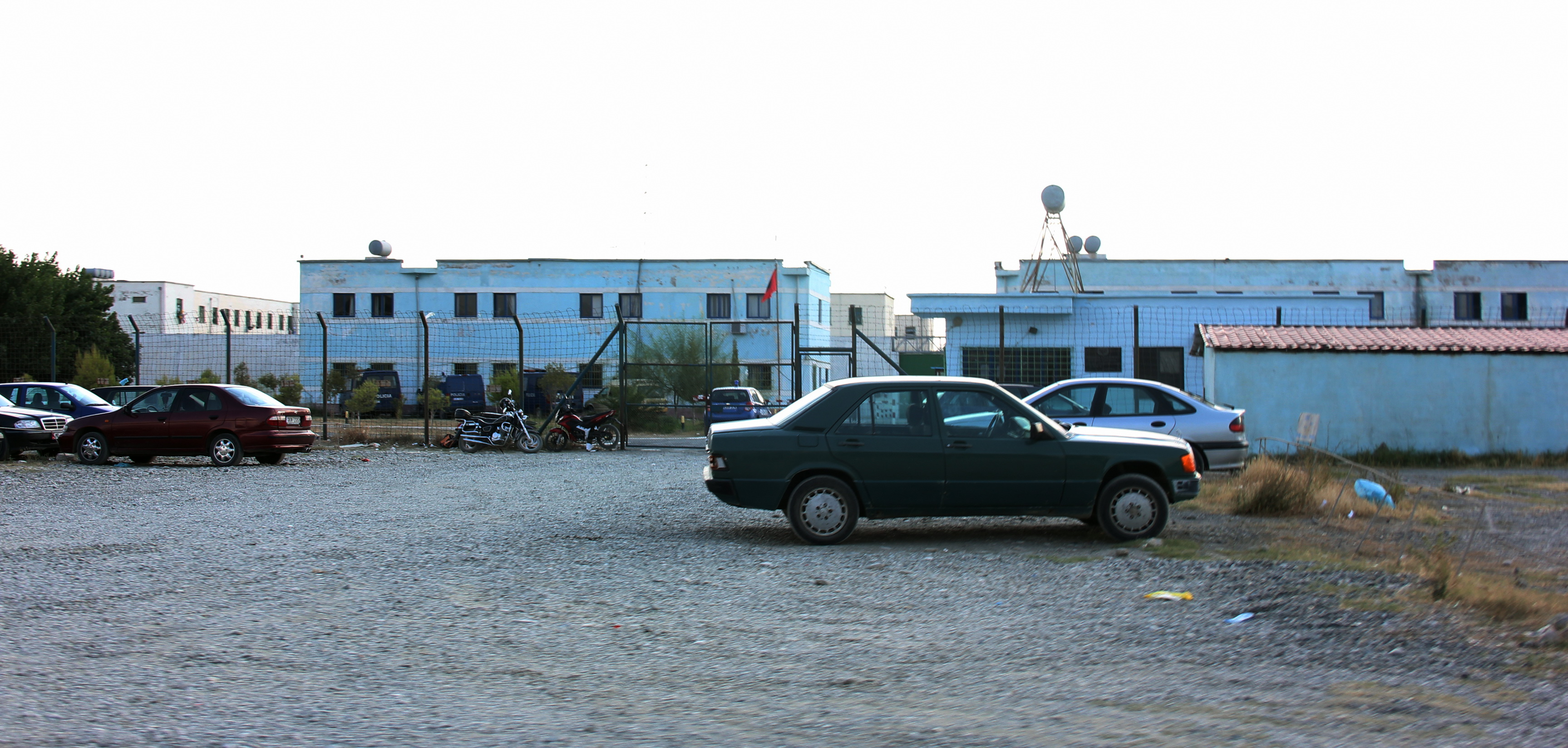
Gefängnis von Shënkoll

Shënkoll liegt in der flachen Küstenebene nördlich des Flusses Mat. Im Westen grenzt der Ort ans Adriatische Meer. Der flache Strand des Drin-Golfs bei Tale wurde im Gegensatz zu anderen Küstenabschnitten des Landes bis jetzt nur gering erschlossen.
Östlich von Shënkoll verläuft die SH1, eine Schnellstraße, die Mittelalbanien mit dem Norden des Landes verbindet. Zwischen Shënkoll und dem Mat befindet sich ein Gefängnis.

Bis 2015 war Shënkoll eine eigenständige Gemeinde. Im Jahr 2011 zählte die Gemeinde noch 13.102 Einwohner. Damit gehörte sie zu den größten Gemeinden ländlichen Typs (komuna) Albaniens.
Die Gemeinde und heutige Administrative Einheit (njesia administrative) mit einer Fläche von 32,4 Quadratkilometern setzte sich aus den folgenden Dörfern zusammen:
- Shënkoll
- Rrila
- Tale (Tale 1, Tale 2)
- Barbulloja
- Gryka e Lumit
- Gajush